# محمد احمدیان
محمد احمدیان، (زاده ۱۳۳۵ – درگذشته ۱۳۹۸) معاون سازمان انرژی اتمی ایران و مدیرعامل شرکت تولید و توسعه انرژی اتمی بود. وی سابقه معاونت امور برق وزارت نیرو در دولت سید محمد خاتمی و محمود احمدی‌نژاد را نیز دارا بود.

## زندگی
محمد احمدیان متولد سال ۱۳۳۵ بود. وی پس از اخذ دیپلم در رشته ریاضی، در سال ۱۳۶۲ در رشته مهندسی برق دانشگاه صنعتی شریف فارغ‌التحصیل شد. سپس کارشناسی ارشد (۱۳۶۶) و دکتری (۱۳۷۰) را در همین رشته در دانشگاه یومیست انگلستان با موفقیت پشت سر گذراند.

## اخراج از انگلستان
وی زمانی که در انگلستان به عنوان بورسیه وزارت مشغول تحصیل در مقطع دکتری بود و به دنبال فتوای آیت‌الله خمینی در خصوص قتل سلمان رشدی او اقدام به ساخت بمب برای آتش زدن انتشارات پنگوئن در لندن کرد و این بمب ها را در اختیار دانشجویان ایرانی قرار داده و انتشارات پنگوئن را به اتش کشید.  وی متعاقب این عمل از انگلستان اخراج شد. 

## سوابق دانشگاهی
وی در سال ۱۳۶۹ رسماً با مرتبه استادیار در دانشگاه صنعت آب و برق، وزارت نیرو فعالیت خود را آغاز کرد و مناصبی همچون معاون وزیر نیرو در امور برق و انرژی، معاون وزیر نیرو و رئیس هیئت مدیره و مدیر عامل شرکت مادر تخصصی توانیر، معاون وزیر نیرو در امور برنامه‌ریزی و نظارت، معاون وزیر نیرو در امور آموزش و نیروی انسانی، و رئیس دانشکده صنعت آب و برق را در کارنامه کاری خود داشت. با الحاق دانشگاه صنعت آب و برق شهید عباسپور به دانشگاه شهید بهشتی، وی عضو هیئت علمی دانشکده مهندسی برق دانشگاه شهید بهشتی نیز بود.

## سوابق اجرایی
محمد احمدیان در مقاطعی معاونت نیروی انسانی و آموزشی، معاونت برنامه‌ریزی و نظارت و همچنین معاونت امور برق وزارت نیرو را بر عهده داشته‌است.
- ریاست دانشگاه صنعت آب و برق-۲۴ مرداد ۷۰ الی ۳۱ مرداد ۷۶[۹]
- معاون امور نیروی انسانی وزارت نیرو - سال ۱۳۷۶ به مدت ۸ ماه
- معاون برنامه‌ریزی و نظارت وزارت نیرو - مابین سال‌های ۱۳۷۷ تا ۱۳۸۰
- معاون امور برق وزارت نیرو - ۱۳۸۰ تا ۱۳۸۵
- مدیر عامل شرکت توانیر - ۱۳۸۵
- معاون امور برق و انرژی - ۱۳۸۵ تا ۱۳۸۷
- رئیس هیئت مدیره شرکت توانیر - ۱۳۸۵
- معاون سازمان انرژی اتمی ایران ۱۳۹۸–۱۳۸۸
- مدیرعامل شرکت تولید و توسعه انرژی اتمی ایران ۱۳۹۸–۱۳۸۸